# Ähren-Grannenhafer
Der Ähren-Grannenhafer (Trisetum spicatum), auch Ähriger Goldhafer oder Ähren-Goldhafer genannt, ist eine Pflanzenart aus der Gattung Trisetum in der Familie der Süßgräser (Poaceae). Er kommt von Natur aus sowohl in Nord- und Südamerika als auch in Eurasien vor.

## Trivialnamen
Für diese Pflanzenart ist neben den obengenannten deutschsprachigen Trivialnamen der Name Marbelblüh regional in Fusch im Pinzgau belegt. Weitere Trivialnamen sind im Englischen Narrow False-oat, im Französischen Trisè à épi und in Inuktitut: Ivit iviksugait.

## Beschreibung

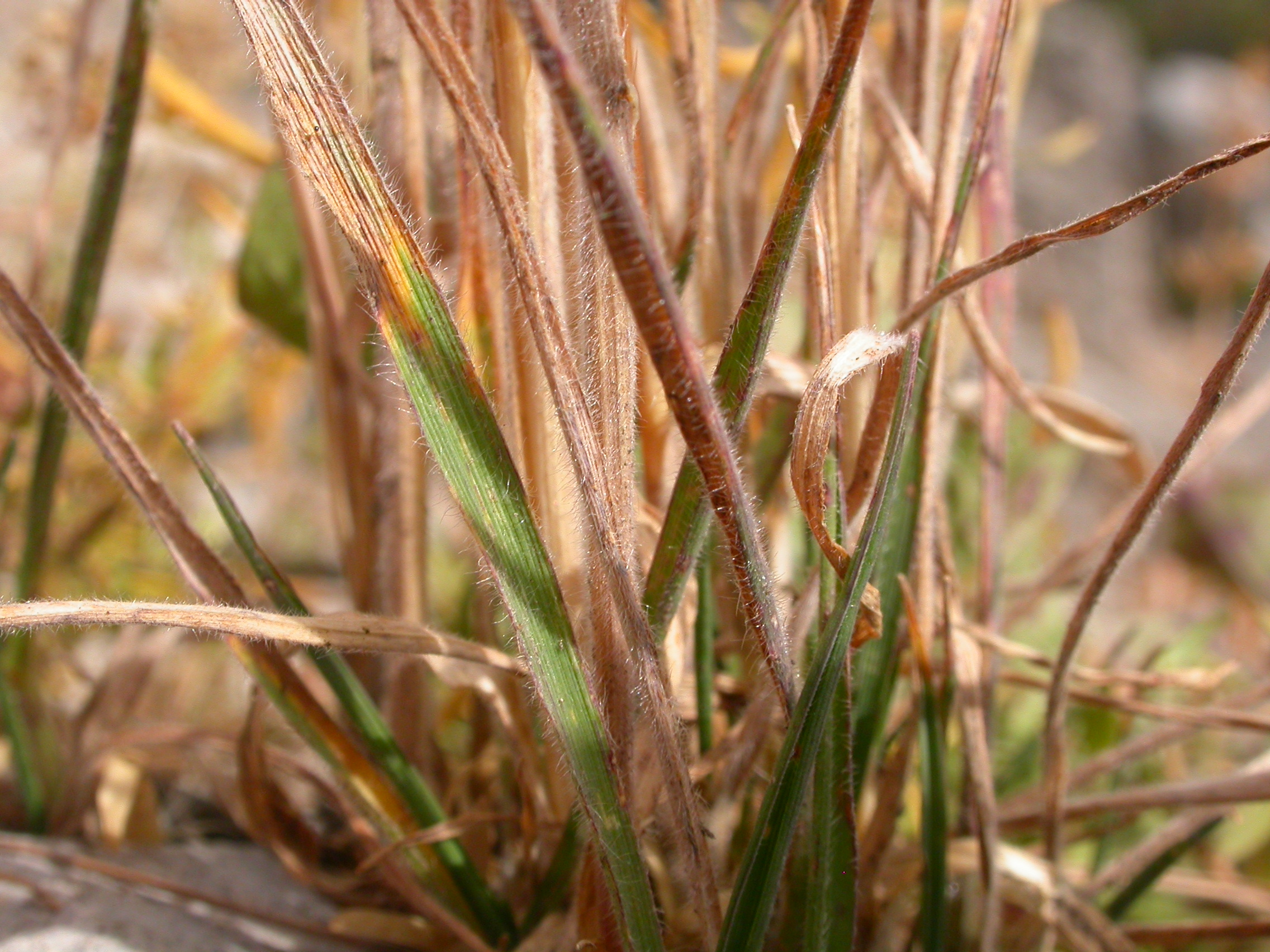
Grundständige, behaarte Laubblätter

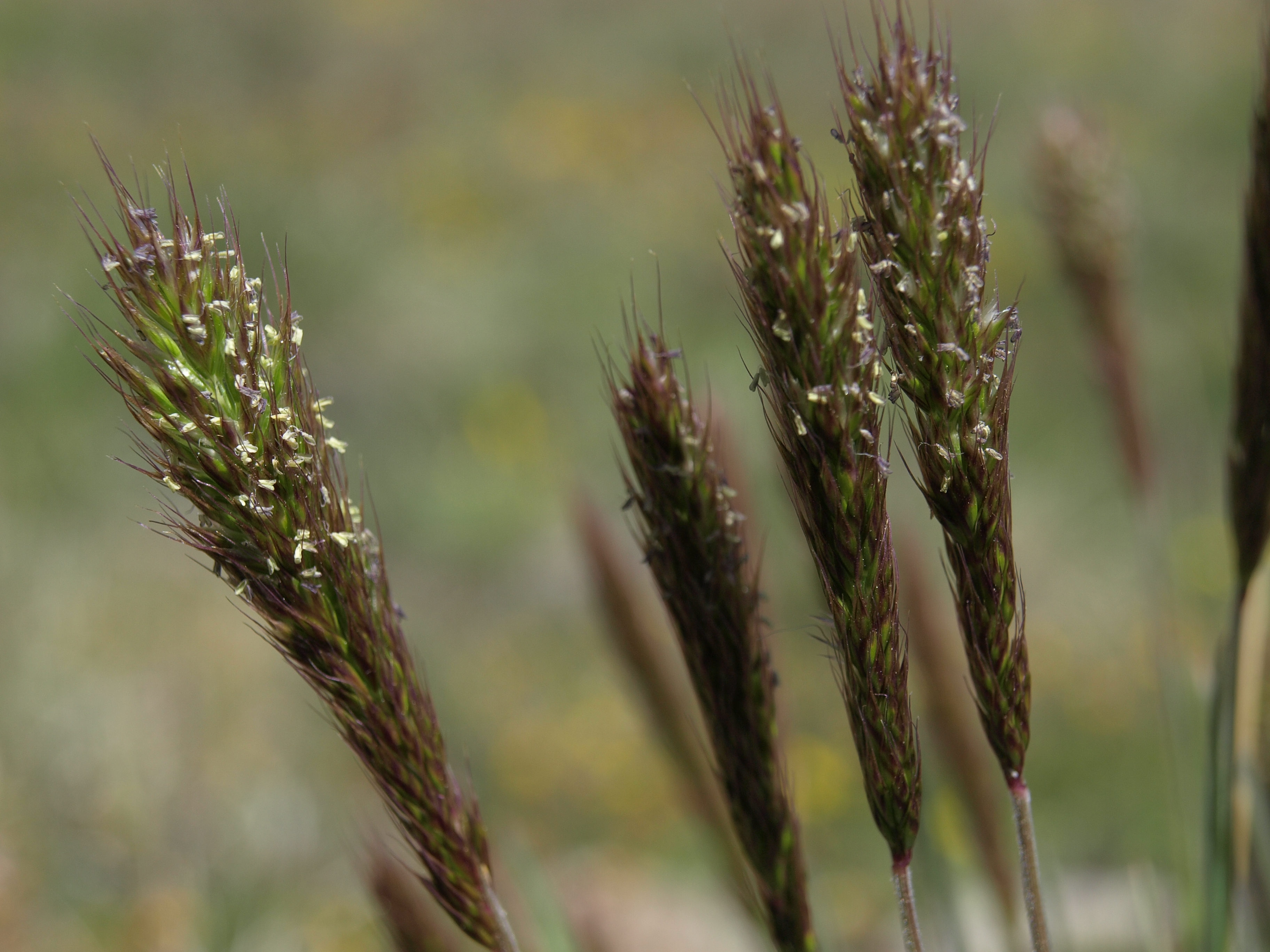
Blütenstände

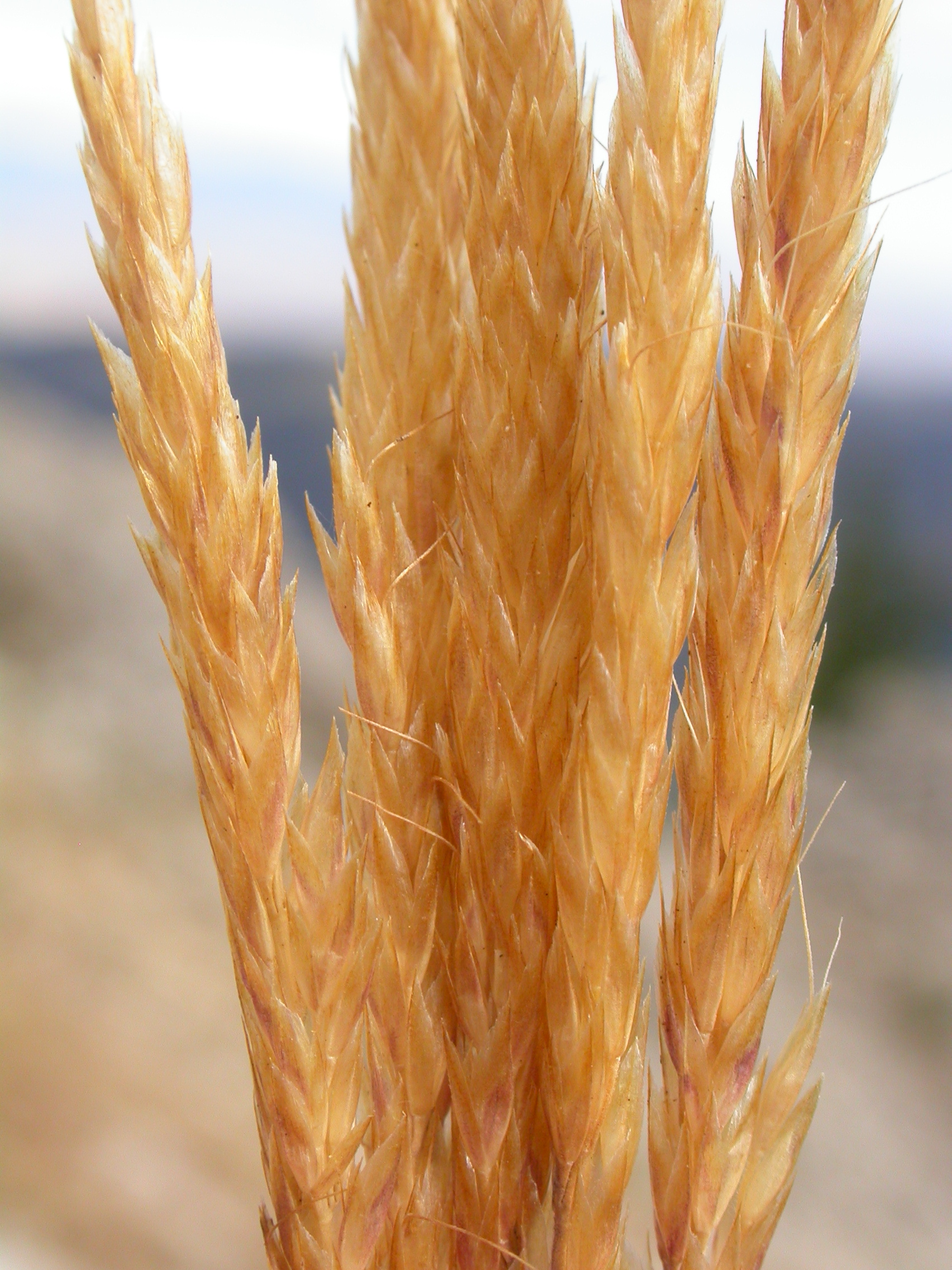
Rispige Fruchtstände mit Grannen

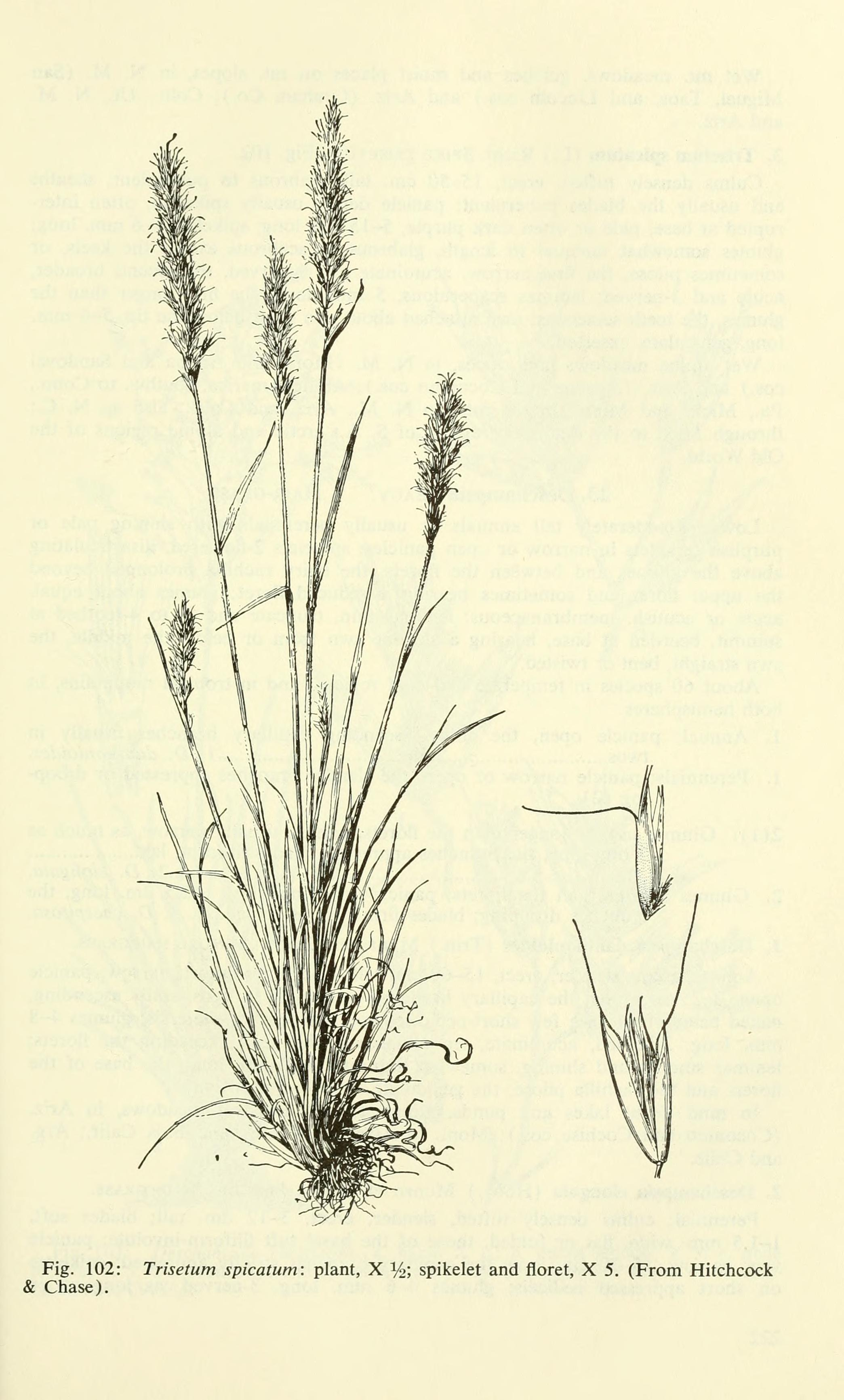
Illustration aus Aquatic and wetland plants of southwestern United States, 1972

### Vegetative Merkmale
Der Ähren-Grannenhafer wächst als ausdauernde krautige Pflanze und erreicht Wuchshöhen von 10 bis 40 Zentimetern. Es werden nur Faserwurzeln ausgebildet. Die aufrechten Halme sind im Querschnitt kreisförmig oder oval. Unterhalb des Blütenstandes sind die Halme behaart.
Die hauptsächlich grundständig und wechselständig angeordneten Laubblätter sind in Blattscheide und Blattspreite gegliedert. Die Ränder der Blattscheide sind nur an ihrer Basis verwachsen und sie sind rau behaart. Die ausgefransten, behaarten Blatthäutchen (Ligulae) sind bei einer Länge von 0,8 bis 3 Millimetern schräg länglich mit spitzen bis gestutzten oberen Enden. Die am Halm anliegenden oder ausgebreiteten Blattspreiten sind bei einer Länge von 17 bis 85 Millimetern linealisch sowie nach oben eingerollt oder flach und dann 1,2 bis 2,2 Millimeter breit. Beide Spreitenflächen sind zottig oder kurz flaumig behaart.

### Generative Merkmale
Der oft tief purpur-braune, dichte, rispige Blütenstand ist bei einer Länge von 2 bis 5 Zentimetern und einem Durchmesser von 5 bis 13 Millimetern zylindrisch oder eiförmig. Die Hauptblütenstandsachse ist dicht, flaumig lang behaart. Die gelben, grünen und violett gefleckten Ährchen sind bei einer Länge von 3,9 bis 6,6 (bis 7,5) Millimetern und einem Durchmesser von 1,5 bis 3 Millimetern lanzettlich oder eiförmig. Die erste Hüllspelze ist kahl, einnervig und bei einer Länge von 2,5 bis 4,5 Millimetern lanzettlich mit zugespitztem oberen Ende sowie mit wenigen kurzen Haaren bewimperten Rändern. Die erste Hüllspelze ist kahl oder behaart, dreinervig und bei einer Länge von 3,4 bis 5,5 Millimetern lanzettlich. Die matte Deckspelze ist dreinervig und bei einer Länge von selten 3,5 bis meist 4,5 bis 5,3 Millimetern lanzettlich mit spitzem, glattem oberen Ende. Oberhalb der Mitte der Deckspelze ist eine gekniete, verdrehte, 2 bis 4 Millimeter lange Granne vorhanden. Die gut entwickelte Vorspelze ist 3,7 bis 4,2 Millimeter lang. Die Staubbeutel der drei Staubblätter sind selten 0,6 bis meist 1 bis 1,2 Millimeter lang.
Die sitzende Karyopse ist 2,3 bis 2,7 Millimeter lang.

### Chromosomensatz
Die Chromosomengrundzahl beträgt x = 7. Es liegt oft Tetraploidie vor, also eine Chromosomenzahl von 2n = 28, es gibt auch Formen mit Hexaploidie, also 2n = 42.

## Ökologie
Der Ähren-Grannenhafer ist ein Hemikryptophyt.
Er ist eine Pionierpflanze auf gestörten sandigen oder schluffigen Böden etwa auf Moränen. Diese relativ niedrig wachsende Grasart wird später von höher wachsenden Grasarten wie Poa glauca verdrängt.

## Vorkommen
Trisetum spicatum kommt ursprünglich im nördlichen Nord- und südlichen Südamerika sowie im nördlichen Eurasien und außerdem im südöstlichen Australien und in Neuseeland vor. Trisetum spicatum besitzt eine zircumpolare oder zircumboreale, arktisch-alpine und trans-tropische sowie bipolare Verbreitung. Fundorte gibt es im nördlichen Island, nördlichen Fennoskandinavien, Kanin–Petschora, Svalbard – Franz-Joseph-Land, im polaren Ural – Nowaja Semlja, Jamal–Gydan, Taimyr – Sewernaja Semlja, Anabar–Olenjok, Charaulach, Jana–Kolyma, Wrangelinsel, West-Tschukotka, Süd-Tschukotka, Ost-Tschukotka, westlichen Alaska, nördlichen Alaska – Yukon, zentralen Kanada, Labrador – Hudson Bay, Ellesmere Island – Peary Land, westlichen sowie östlichen Grönland. Es gibt einige zerstreute Vorkommen in den Alpen. In Europa kommt die Art in Spanien, Frankreich, Deutschland, Schweiz, Österreich, Italien, Island, Norwegen, Schweden, Finnland und Russland vor.
In Deutschland gibt es nur Fundorte im Allgäu und bei Garmisch. In den Allgäuer Alpen kommt Trisetum spicatum nur in Höhenlagen oberhalb 2000 Metern vor. Er steigt aber in Nordamerika bis 3800 Meter und im Himalaja bis 6000 Meter Meereshöhe auf.
Der Ähren-Grannenhafer gedeiht in Mitteleuropa in Steinschuttrasen der alpinen und nivalen Höhenstufe auf frischen. basenreichen. neutralen, modrig-humosen oder humusarmen seltener kalkarmen Böden. Trisetum spicatum ist pflanzensoziologisch eine Charakterart des Trisetetum spicati aus dem Verband Drabion hoppeanae, kommt aber auch im Elynetum vor.
Die ökologischen Zeigerwerte nach Landolt et al. 2010 sind in der Schweiz: Feuchtezahl F = 3 (mäßig feucht), Lichtzahl L = 5 (sehr hell), Reaktionszahl R = 3 (schwach sauer bis neutral), Temperaturzahl T = 1 (alpin und nival), Nährstoffzahl N = 2 (nährstoffarm), Kontinentalitätszahl K = 4 (subkontinental).

## Taxonomie und Systematik
Die Erstveröffentlichung erfolgte 1753 unter dem Namen (Basionym) Aira spicata durch Carl von Linné in Species Plantarum, S. 64. Die Neukombination zu Trisetum spicatum (L.) K.Richt. wurde 1890 durch Karl Richter in Plantae Europeae, Band 1, S. 59 veröffentlicht. Für Trisetum spicatum (L.) K.Richt. gibt es viele weitere Synonyme. Seit 2019 wird die Art auch als Koeleria spicata (L.) Barberá, Quintanar, Soreng & P.M.Peterson in die Gattung Koeleria gestellt.
Man kann mehrere Unterarten unterscheiden:
- Trisetum spicatum subsp. ovatipaniculatum Hult. ex Jonsell (Syn.: Koeleria spicata subsp. ovatipaniculata (Hultén) Barberá, Quintanar, Soreng & P.M.Peterson): Sie kommt in Frankreich, Deutschland, in der Schweiz, in Italien, Österreich, Slowenien, Armenien, Georgien und im Kaukasusraum vor.[7] Sie kommt in den Alpen oberhalb 2100 Meter vor und erreicht in den Westalpen an der Grivola 3800 Meter Meereshöhe.[9] Ihre Chromosomenzahl ist 2n = 28.[9] Sie kommt in Mitteleuropa vor an Felsen, in Steinschuttrasen, an windexponierten Graten, ist aber in Bayern selten und wächst zerstreut in Österreich, der Schweiz, in Liechtenstein und in Südtirol.[13]
- Trisetum spicatum subsp. pilosiglume (Fernald) Hultén: Sie kommt in Island vor.[7]
- Trisetum spicatum (L.) K. Richt. subsp. spicatum: Sie kommt in Europa in Island, Norwegen, Schweden, Finnland, auf Spitzbergen und in Russland vor.[7]